# Cnaeus Domitius Ahenobarbus (consul în 122 î.Hr.)
Cnaeus Domitius Ahenobarbus (n. 165 î.Hr. – d. 104 î.Hr.) a fost un general roman și consul în 122 î.Hr. A luat comanda unei campanii în Galia, apoi i-a învins pe allobrogi cu concursul succesorului său, Quintus Fabius Maximus Allobrogicus. El a instigat să se construiască Via Domitia în regiune. A fost probabil comanditarul altarului lui Domitius Ahenobarbus și al Templului lui Neptun la Roma. A devenit cenzor în 115 î.Hr.

## Familia
Era membru al prestigioasei familii plebeiene a Domitiilor. Era fiul lui Cnaeus Domitius Ahenobarbus, consul suffect în 162 î.Hr. și nepotul lui Cnaeus Domitius Ahenobarbus, consul în 192 î.Hr.
A avut cel puțin doi fii, primul se numea tot Cnaeus Domitius Ahenobarbus, Pontifex Maximus începând din 103 î.Hr., apoi consul în 96 î.Hr., și Lucius Domitius Ahenobarbus, consul în 94 î.Hr., ai cărui descendenți au fost consuli pe cinci generații, ultimul fiind împăratul Nero (54 - 68), născut Lucius Domitius Ahenobarbus.

## Biografie

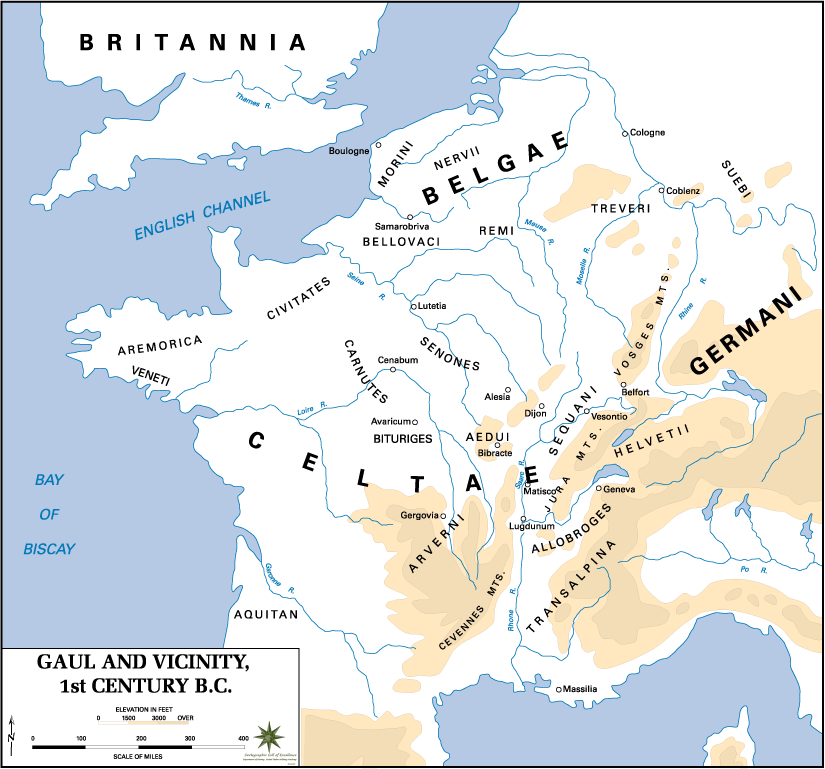
Harta Galiei, în secolul I î.Hr.

### Începutul carierei
Între 129 î.Hr. și 128 î.Hr., a obținut victoria într-o bătălie navală în largul insulei Samos aupra lui Aristonicos care a încercat să se opună donației testamentare a Pergamului către Roma efectuată de fratele său vitreg, regele Attalus al III-lea. A servit ca legatus al consulului apoi proconsul al Asiei, Manius Aquilius.

### Consulat și Proconsulat în Galia (122 î.Hr.-121 î.Hr.)
În anul 122 î.Hr., a fost ales consul alături de Caius Fannius Strabo. Trei ani mai devreme, chemați în ajutor de aliații lor din Massalia, contra salienilor, romanii au început campanii militare în teritoriul Galiei meridionale. Destul de repede zona de conflict se întinde prin contiguitate, angajând popoare puternice ca vocontii apoi allobrogii și aliații lor arverni, care se aflau în poziție hegemonică în Gallia. Domitius Ahenobarbus a preluat comanda în acest război. Căpeteniile saliene s-au refugiat la allobrogi. Bituitos a trimis atunci o ambasadă la Domitius Ahenobarbus, cu scopul obținerii unei păci. Consulul a refuzat totuși să poarte tratative. Pe de altă parte, arvernii acționează contra eduilor, aliați ai romanilor.
A fost numit proconsul în anul 121 î.Hr. pentru a continua operațiile în Galia, alături de Quintus Fabius Maximus. Rivalitatea dintre cei doi generali romani și caracterul fragmentar al izvoarelor fac expunerea acestei campanii adesea nesigură. După victoria obținută de Domitius la Vindalium, aproape de Sorgue, asupra allobrogilor, Fabius i-a învins și el cu aliatul lor arvern Biuitos în bătălia confluentului. I-a supus și pe tolosati și pe ruteni. Cu armata sa, a parcurs țara pe elefant, și a dispus începerea construirii unui drum roman în această viitoare provincie, care urmează traseul unei vechi căi heracleene. Romanii nu au schimat statutul regiunii care nu va deveni provincia romană Gallia Narbonensis decât două decenii mai târziu. 
Fabius l-a înlocuit pe Domitius ca proconsul în Galia, încheind învingerea allobrogilor și arvernilor. Victoriile lor au însemnat triumful celor doi generali, pe care Domitius l-a celebrat la Roma în anul 120 î.Hr.
Prin 118 î.Hr./117 î.Hr., la instigarea sa, au început lucrările de construire a drumului roman care mergea din Italia până în Spania, Via Domitia, creată pornind de la o rețea de drumuri preexistente.  S-a hotărât construirea unor castre protectoare și a unor popasuri importante precum și a unor colonii romane, dintre care cea mai cunoscută este Narbonne (Colonia Narbo Martius). Acest drum a fost, înainte de toate, un drum militar și nu unul comercial.

### Cenzură (115)
În 115 î.Hr., a devenit cenzor alături de Lucius Caecilius Metellus Diadematus. Treizeci și doi de senatori au fost expulzați din Senat de către cenzori, între care consulul Caius Licinius Geta, căruia îi expirase mandatul și un prieten al lui Caius Marius pe atunci pretor, și au dispus interzicerea unor reprezentații teatrale judecate imorale. Consulul Marcus Aemilius Scaurus a dispus adoptarea unei legi prin care se interziceau anumite feluri de mâncare exotice în timpul banchetelor. Cenzorii l-au numit pe Scaurus princeps senatus.

### Altarul lui Domitius Ahenobarbus
A fost probabil comanditarul altarului lui Domitius Ahenobarbus. Reliefurile par legate de construcția unui templu dedicat lui Neptun pe Câmpul lui Marte. Acest templu este dedicat zeului mării, în urma unei victorii navale, poate victoria obținută în largul insulei Samos între 129 î.Hr. și 128 î.Hr. Construcția sau restaurarea unui templu preexistent n-ar data decât din 122 î.Hr., anul în care Cnaeus Domitius Ahenobarbus a ajuns la consulat.

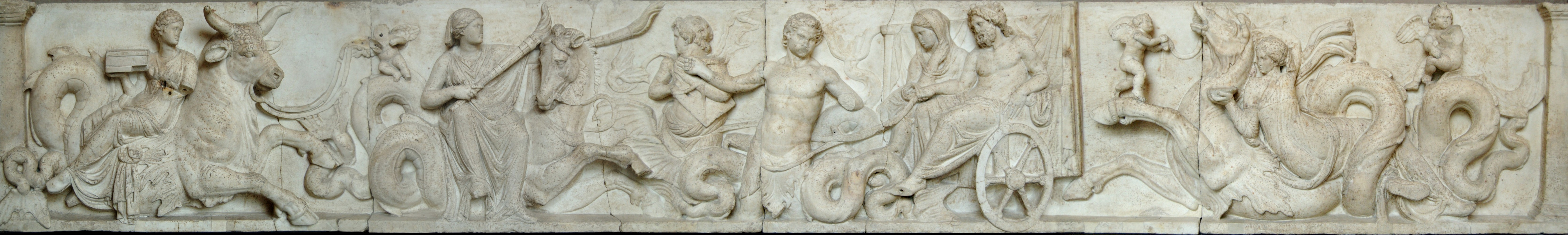
«Altarul lui Domitius Ahenobarbus» sau «baza statuii lui Marcus Antonius», friză în relief a bazei unui grup statutar monumental. Dansuri marine pentru nunta lui Poseidon / Neptun și Amphitrite, a doua jumătate a secolului al II-lea î.Hr. Dansuri marine din reliefurile numite „ale lui Domitius Ahenobarbus”, panoul din față.

Reliefurile bazei statuii de cult, care nu se compuneau la origine decât din scene mitologice, ar fi fost adăugate după cenzură, în 115 î.Hr. cu un al patrulea panou.

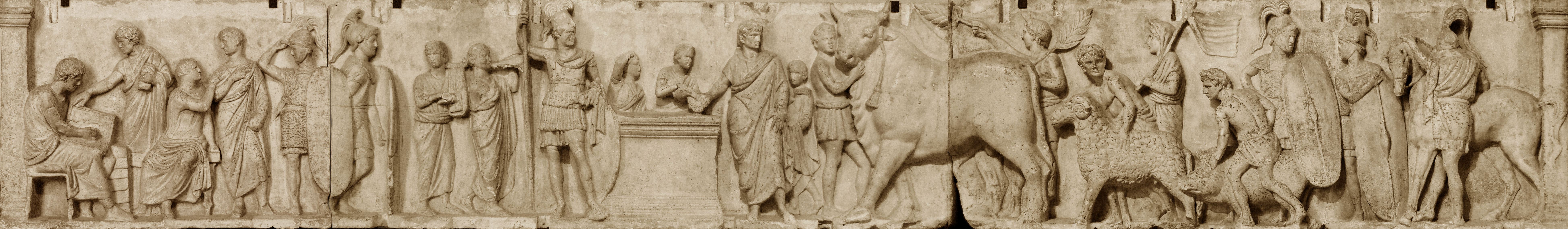
Fața istorică a reliefului lui Domitius Ahenobarbus.

### Pontif și deces
A fost și membru al colegiului pontifilor de la o dată necunoscută. A murit prin anul 104 î.Hr.
Fiul său, Cnaeus Domitius Ahenobarbus, pe atunci tribun al plebei, decepționat că nu a putut să-i succeadă ca pontif, ales pe atunci prin cooptare și trebuind să facă față opoziției lui Marcus Aemilius Scaurus, princeps senatus, a făcut să se voteze Lex Domitia de sacerdotiis care transfera poporului alegerea preoților. A fost ales devenind Pontifex Maximus, la moartea lui Lucius Caecilius Metellus Delmaticus.